# فعالية الصلاة
بدأت دراسة فعالية الصلاة منذ عام 1872 على الأقل، بشكل عام من خلال التجارب لتحديد ما إذا كانت صلاة الشفاعة لها تأثير قابل للقياس على صحة الشخص الذي تُؤدى الصلاة من أجله.
تشير الأبحاث التجريبية إلى أن صلاة الشفاعة ليس لها آثار ملحوظة. بينما تجادل بعض الجماعات الدينية أن قوة الصلاة واضحة، يتساءل البعض الآخر عما إذا كان من الممكن قياس تأثيرها.
أعرب الدكتور فريد روزن، وهو خبير في أخلاقيات الطب اليهودي، عن شكوكه في أن الصلاة يمكن أن تخضع لتحليل تجريبي. الأسئلة الفلسفية الأساسية تتعلق بمسألة فعالية الصلاة، على سبيل المثال: ما إذا كان الاستدلال الإحصائي وقابلية التزييف كافيين «لإثبات» أو«دحض» أي شيء، وما إذا كان الموضوع حتى في نطاق العلم.
وفقاً لصحيفة واشنطن بوست، الصلاة هي التكملة الأكثر شيوعاً للطب السائد، وتتفوق كثيراً على الوخز بالإبر والأعشاب والفيتامينات والعلاجات البديلة الأخرى. بالمقارنة مع المجالات الأخرى التي جرت دراستها علمياً، فإن دراسات الصلاة المراقبة بعناية قليلة نسبياً. لا يزال المجال صغيراً، إذ أُنفقَ حوالي 5 ملايين دولار في جميع أنحاء العالم على مثل هذه الأبحاث كل عام.

## دراسات صلاة الشفاعة

### دراسات الشخص الأول
يمكن أن تؤكد الدراسات أن المصلين يتأثرون بالتجربة، بما في ذلك بعض النتائج الفيزيولوجية. كانت دراسة برناردي في المجلة الطبية البريطانية في عام 2001 مثالًا على دراسة حول الصلاة التأملية. وذكرت أنه من خلال صلاة المسبحة أو تلاوة تعويذات اليوغا بمعدلات محددة، زادت حساسية منعكس الضغط بشكل ملحوظ لدى مرضى القلب والأوعية الدموية. استخدمت دراسة نُشرت في عام 2008. نموذج إيسنك للأبعاد للشخصية على أساس العصابية والذهانية لتقييم الصحة العقلية لطلاب المدارس الثانوية بناءً على تكرار الصلاة المبلغ عنها ذاتياً. بالنسبة للطلاب في المدارس الكاثوليكية والبروتستانتية، ارتبطت المستويات الأعلى من الصلاة بصحة عقلية أفضل مثلما جرا ىقياسها من خلال درجات الذهان المنخفضة. ومع ذلك، لدى التلاميذ الملتحقين بالمدارس الكاثوليكية، ارتبطت المستويات الأعلى للصلاة أيضاً بارتفاع درجات العصابية. وقد جرى اقتراح أنه إذا علم الشخص أنه يصلي من أجل ذلك، فيمكن أن يرفع المعنويات، وبالتالي يساعد على التعافي. وقد اقترحت الدراسات أن الصلاة يمكن أن تقلل الضغط النفسي، بغض النظر عن الإله أو الآلهة التي يصلي من أجلها الشخص، وهي نتيجة تتفق مع مجموعة متنوعة من الفرضيات حول ما قد يسبب مثل هذا التأثير. وفقاً لدراسة أجراها نظام (سنتراستيت) للرعاية الصحية، «قد تساعد الفوائد النفسية للصلاة في تقليل التوتر والقلق، وتعزيز نظرة أكثر إيجابية، وتقوية إرادة الحياة». وقد تساعد الممارسات الأخرى مثل اليوغا والتاي تشي والتأمل أيضاً بتأثير إيجابي على الصحة الجسدية والنفسية. حللت دراسة أجراها (ميسنهيلدر) و(شاندلر) في عام 2001 البيانات التي حُصل عليها من 1421. من القساوسة المشيخين الذين شملهم الاستطلاع بالبريد ووجدوا أن تواتر الصلاة المبلغ عنها ذاتياً كان مرتبطاً بشكل جيد بتصورهم الذاتي للصحة والحيوية. منهجية البحث هذه لها مشاكل متأصلة في الاختيار الذاتي، وتحيز الاختيار، والارتباك المتبقي، وقد اعترف المؤلفون أن اتجاه الصلاة والعلاقات الصحية المتصورة «لا يزال غير حاسم بسبب حدود تصميم البحث الترابطي».

### دراسات الطرف الثالث
تناولت العديد من الدراسات المضبوطة موضوع فعالية الصلاة على الأقل منذ فرانسيس غالتون في عام 1872. الدراسات المراقبة الدقيقة للصلاة نادرة نسبياً إذ أنفقت 5 ملايين دولار في جميع أنحاء العالم على مثل هذه الأبحاث كل عام. لم تجد أكبر دراسة، من مشروع (ستيب) لعام 2006، فروقاً ذات دلالة إحصائية لدى المرضى الذين يتعافون من جراحة القلب سواء أُديت الصلاة من أجل المرضى أم لا. أبلغت دراسات الطرف الثالث إما عن نتائج لاغية أو نتائج مرتبطة أو نتائج متناقضة إذ أدى المستفيدون من الصلاة إلى تدهور النتائج الصحية. على سبيل المثال: فحص التحليل التلوي للعديد من الدراسات المتعلقة بالشفاء الشفاعي البعيد المنشور في دورية حوليات الطب الباطني في عام 2000، والذي نظر إلى 2774 مريضاً في 23 دراسة، ووجد أن 13 دراسة أظهرت نتائج إيجابية ذات دلالة إحصائية، ولم تظهر 9 دراسات أي تأثير، وأظهرت دراسة واحدة نتيجة سلبية. وجدت مراجعة مستويات الأدلة لعام 2003 دليلاً على الفرضية القائلة إن «الصلاة من أجل تحسين الشفاء الجسدي من المرض الحاد». وخلصت إلى أنه على الرغم من أن «عدداً من الدراسات» اختبرت هذه الفرضية، فإن «ثلاثاً فقط لديها صرامة كافية للمراجعة هنا» (بيرد 1988 وهاريس يت آل 1999 ووسشير يت آل 1998). في الثلاثة، «كانت أقوى النتائج للمتغيرات التي جرى تقييمها بشكل خاص»، ما أثار مخاوف بشأن الكشف غير المقصود المحتمل لمقيمي النتائج.
أجريت دراسات تلوية أخرى للأدبيات الأوسع نطاقاً تظهر الدليل فقط لعدم وجود تأثير صغير محتمل. على سبيل المثال: خلص التحليل التلوي لعام 2006 على 14 دراسة إلى أنه لا يوجد «تأثير ملموس» بينما أبلغت المراجعة المنهجية لعام 2007 للصلاة الشفاعية عن نتائج غير حاسمة، مشيرة إلى أن 7 من 17 دراسة لها «أحجام تأثير صغيرة ولكنها مهمة» ولكن المراجعة لاحظ أن الدراسات الثلاث الأكثر صرامة من الناحية المنهجية قد فشلت في تحقيق نتائج مهمة.